# Кубок Беларуси по пляжному футболу
Кубок Белоруссии по пляжному футболу — белорусское соревнование по пляжному футболу. Проводится ежегодно начиная с 2009 года.

## Результаты
| Год  | Место проведения |                    | Победитель             | Финалист                              | 3-е место |
| ---- | ---------------- | ------------------ | ---------------------- | ------------------------------------- | --------- |
| 2009 | Минское море     | Полесье (Кобрин)   | ЗОВ-Мебель (Минск)     | ЦКК-СТС (Светлогорск)                 |           |
| 2010 | Минск            | ЗОВ-Мебель (Минск) | Пассат-Пласт (Минск)   | неизвестно                            |           |
| 2011 | Минск            | БАТЭ (Борисов)     | Горняк (Солигорск)     | Кировск-ДЮСШ (Кировск)                |           |
| 2012 | Витебск          | БАТЭ (Борисов)     | Витгазэнерго (Витебск) | Кировск-Белшина (Кировск)             |           |
| 2013 | Мозырь           | БАТЭ (Борисов)     | Витгазэнерго (Витебск) | АРЗ-Мозырь (Мозырь)                   |           |
| 2014 | Мозырь           | БАТЭ (Борисов)     | М-Сити (Мозырь)        | Витгазэнерго (Витебск)                |           |
| 2015 | Витебск          | БАТЭ (Борисов)     | БГПУ (Минск)           | Лагуна (Брест) Витгазэнерго (Витебск) |           |
| 2016 | Витебск          | БАТЭ (Борисов)     | М-Сити (Мозырь)        |                                       |           |
| 2017 | Мозырь           | Витоблспорт        | Лагуна-Киккерс (Брест) |                                       |           |
| 2018 | Щучин            | Гроднооблспорт     | Щучин                  | ProDom (Брест)                        |           |
| 2019 | Минск            | СДЮШОР (Кировск)   | ProDom (Брест)         | B-club (Минск)                        |           |
| 2020 | Щучин            | СДЮШОР (Кировск)   | Гроднооблспорт         |                                       |           |
| 2021 |                  |                    |                        |                                       |           |
| 2022 | Кировск          | ЦОР                | Щучин                  | Гроднооблспорт                        |           |
| 2023 | Брест            | ЦОР                | Юркас                  | Щучин                                 |           |
| 2024 | Брест            | ЦОР                | Брест-Волга            | Юркас                                 |           |

## Лучшие команды
| Команда                | Число побед                      | 2-е место      | 3-е место      | Всего медалей |
| ---------------------- | -------------------------------- | -------------- | -------------- | ------------- |
| БАТЭ (Борисов)         | 5 (2011, 2012, 2013, 2014, 2015) | —              | —              | 5             |
| ЗОВ-Мебель (Минск)     | 1 (2010)                         | 1 (2009)       | —              | 2             |
| Полесье (Кобрин)       | 1 (2009)                         | —              | —              | 1             |
| Витгазэнерго (Витебск) | —                                | 2 (2012, 2013) | 2 (2014, 2015) | 4             |
| М-Сити (Мозырь)        | —                                | 1 (2014)       | 1 (2013)       | 2             |
| Пассат-Пласт (Минск)   | —                                | 1 (2010)       | —              | 1             |
| БГПУ (Минск)           | —                                | 1 (2015)       | —              | 1             |
| Горняк (Солигорск)     | —                                | 1 (2011)       | —              | 1             |
| Кировск-ДЮСШ (Кировск) | —                                | —              | 2 (2011, 2012) | 2             |
| ЦКК-СТС (Светлогорск)  | —                                | —              | 1 (2009)       | 1             |
| Лагуна (Брест)         | —                                | —              | 1 (2015)       | 1             |

## Лучшие игроки
| Сезон | Лучший игрок                       | Лучший бомбардир                   | Лучший вратарь                   |
| ----- | ---------------------------------- | ---------------------------------- | -------------------------------- |
| 2015  | Игорь Бриштель (БГПУ)              | Олег Слаутин (БАТЭ)                | Александр Ковалев (Лагуна)       |
| 2016  | Иван Константинов (БАТЭ)           | Иван Летецкий (М-Сити)             | Андрей Климович (М-Сити)         |
| 2017  | Антон Калошин (Лагуна-Киккерс)     | Олег Слаутин                       |                                  |
| 2018  | Никита Чайковский (Гроднооблспорт) | Олег Гапон (Гроднооблспорт)        | Павел Швайба (Щучин)             |
| 2019  | Вадим Бокач (Кировск-СДЮШОР)       | Никита Чайковский (Гроднооблспорт) | Вадим Алешкевич (ProDom)         |
| 2020  | Алексей Свистов (Гроднооблспорт)   | Антон Калошин (СДЮШОР)             | Владимир Устинович (СДЮШОР)      |
| 2021  |                                    |                                    |                                  |
| 2022  | Олег Гапон (Щучин)                 | Вадим Бокач (ЦОР)                  | Вадим Сидорович (Гроднооблспорт) |
| 2023  | Иван Константинов (ЦОР)            | Дмитрий Фролов (Щучин)             | Артём Печников (Брест-Волга)     |
| 2024  | Юрий Петровский (ЦОР)              | Михаил Константинов (Юркас)        | Вадим Алешкевич (Брест-Волга)    |